# Playas (Nowy Meksyk)
Playas – jednostka osadnicza w Stanach Zjednoczonych, w stanie Nowy Meksyk, w hrabstwie Hidalgo.